# 地味な剣聖はそれでも最強です
『地味な剣聖はそれでも最強です』（じみなけんせいはそれでもさいきょうです）は、明石六郎による日本のライトノベル。略称は「地味剣」。「小説家になろう」で2017年8月から連載を開始し、2018年に『PASH!ブックス』（主婦と生活社）から書籍化された。
メディアミックスとして、あっぺによるコミカライズ版が『コミックPASH!』（主婦と生活社）にて2018年5月から連載中。
2022年4月時点でシリーズ累計部数は88万部を突破している。

## あらすじ
主人公の男子高校生・白黒山水は、名前が古風だからという理由で神の手違いで寿命のロウソクを消されて死んでしまった。お詫びとして異世界に転生された山水は、仙人・スイボクの元で500年にも渡る修行を積んで、「剣聖」と称されるほどの力をつけていく。行き倒れの女性が連れていた少女・レインを養育するために街に送り出された山水は、ソペード家の馬車を跨いでしまったことをきっかけに、ソペード家の娘・ドゥーウェの護衛に任命される。他人からすると「地味」な技を用いながら、山水はその実力を俗世で発揮していく。

## 登場人物
白黒山水（しろくろ さんすい）
本作の主人公。神の手違いで死亡したことのお詫びとして異世界に転生する。「最強になって俺TUEE!したい」と願ったことから、仙気を与えられた上で、神の口利きで最強の存在とされる仙人・スイボクの弟子となる。500年にも及ぶ「素振り」の修行で「発勁」「縮地」「軽身功」「気功剣」の4つの仙術を身に付け、俗世では十分最強と呼べる実力と認められたことを機に、レインの養育を命じられて街に送り出される。元々は制服を身に着けていたものの、500年にも及ぶ修行の影響で制服がボロボロになり、師匠のスイボクと同じく着流しを着用するようになった。街ではソペード家のドゥーウェの護衛となり、後にブロワと付き合い始めた。だが、不老の仙人となったことで物欲どころか三大欲求もほぼ失われており、剣の腕以外では何かとダメ出しされるようになる。
一般には「童顔の剣聖」や「アルカナ王国一番の剣士」などと称されている。
レイン
サンスイの養女。森に迷い込んで行き倒れた女性に連れられていたがスイボクとサンスイに拾われる。スイボクの命によってサンスイと共に森を出て、サンスイが護衛として雇われたソペード家で教育を受ける。名前はソペードの世話になることが決まった際に和風な名前では困るかもしれないと考えたサンスイが赤子の名を聞かれて適当につけた。山水がソペード家の護衛となった後、ソペード家で教育を受け、ドゥーウェのアルカナ学園入学に際して幼年部に入学している。
実は隣国・ドミノ帝国の皇族であり、帝国の旧貴族や共和国との争いに巻き込まれそうになる。庇護者であるソペード家や王国との話し合いもあって一旦話は治まるが、レイン自身かレインの子がドミノ元首であるウキョウの子に嫁入りないし婿入りするという予定が組まれている。
ブロワ・ウイン
アルカナ王国のソペード家領内にある地方領主の次女。剣術と風魔法に長けていたことで、ドゥーウェにその才能を見いだされ、ドゥーウェの護衛に就任した。刺突剣を使用している男装の騎士で、風魔法の天才とも称されている。後に山水と付き合い始める。
ドゥーウェ・ソペード
アルカナ王国の四大貴族の一角をなす武門の名家・ソペード家の令嬢。美人ではあるが、自己顕示欲が強く、傲慢で、好奇心の赴くままに行動するワガママ娘。山水のことを「希少魔法の使い手」と考え、自身の護衛に任命した。父親と兄からは溺愛されている。
スイボク
アルカナ王国内の森にて修行を続けている仙人。2000年以上生きている。
東方の仙境・花札の出身で強くなることを目指してあらゆる仙術を身に付け武者修行の旅をしていた。本人曰く、堪え性がなく癇に障った対象に対しては人だろうと国だろうと仙術による天変地異で滅ぼしてしまったことが多々あり、各地で「荒ぶる神」として伝説になっている。しかし、激情に任せた天変地異や破壊力のみに拘った技による戦いに虚しさを覚え、剣術という純然たる技量による戦いに理想を見出したが、自身にそれを貫くことは不可能と判断して弟子であるサンスイに自らの理想を託した。
マジャン＝スナエ
南方の国・マジャン王国の姫。希少魔法「神降ろし」の使い手で、母国の王位継承権も持っている。サイガと対等の付き合いを行っている。
ツガー・セイブ
希少魔法「呪術」の使い手。呪術という能力の特性から周囲に怖がられていたのか、とにかく自信というものに欠け、荒事は避ける傾向がある。サイガと対等の付き合いを行っている。イラストや漫画版で見ると分かるが、サイガの彼女の中では一番の巨乳である。
ハピネ・バトラブ
サイガの婚約者。四大貴族の一角をなす名門・バトラブ家の御令嬢。
ミズ・サイガ（瑞 祭我）
唯一の回復魔法にあたる希少魔法「法術」の使い手。実際には魔法・呪術・神降ろしを始め「あらゆる魔法」を学ぶことで使用できる。元々は日本の男子高校生であった。山水と同じく、神の手違いで寿命の蝋燭を消されて死んでしまい、異世界に転移してきた。四大貴族の一角をなす名門・バトラブ家の令嬢であるハピネ・バトラブの婚約者で、マジャン＝スナエやツガー・セイブとも対等の付き合いを行っている。
サンスイと戦って2度も負けたことで八種神宝のひとつ「神剣エッケザックス」を手に入れるが3回目も負けて剣術に限定したサンスイの弟子になる（仙術は時間がかかりすぎるため諦めた）。
学園長
「賢者」と称されている、アルカナ学園の学園長。希少魔法の使い手などを幅広く受け入れることを志としている。
興部 正蔵（キョウベ・ショウゾウ）
一般的な魔法使いの1万倍の魔力を持つ転生者。だが、魔力の制御が出来ず、どれだけ頑張っても「極大クラスの威力」になってしまう。呪術によってカプト家の命令が無ければ魔法が使えないようにしている。
パレット・カプト
四大貴族の一角をなす名門・カプト家の御令嬢。白い修道服のようなドレス（実際には胸元は開いているし、スカートのスリットも深い）を着ている。
浮世春（ウキヨ・シュン）
八種神宝のひとつ「災鎧パンドラ」をノーリスクで使用できる完全適合者。極めてネガティブな思考を持つ転生者で「殺してくれ」が口癖。
掛軸屏風（カケジク・ビョウブ）
ディスイヤに使える転生者の1人。女性だが、サイガと同じく複数の希少魔法を使いこなす。神降ろしで巨大な猿となって仙術武具・如意金箍棒を振り回す。サイガと違って休む時には仙気を用いて若さを保つ努力をしている。
アクリル・ディスイヤ
四大貴族の一角をなす名門・ディスイヤ家の御令嬢。写実画を描くのを好む。道楽者一族の例にもれず、自身の趣味以外には関心が薄いが、一応貴族としての仕事をするだけの分別はある。当主を継いだ際には、仕事をしない一族を纏めて島流しにした。
ご老公（仮）
アクリルの祖父でディスイヤの当主。四大貴族の最長老だが、アクリル以外の一族が全く仕事をしないのが悩み。一族の生活を一身に背負い続けており、その苦労を知る者たちからは尊敬されている。
風姿右京（フウシ・ウキョウ）
アルカナ王国の隣国・ドミノ帝国に現れた転生者。八種神宝の内、4つを所有している。
自身が世話になっていた町が神宝を狙う皇帝の命で滅ぼされたことから革命軍を組織して帝国を滅ぼしドミノ共和国の元首となる。もっとも、帝国時代からの民度が低すぎて内実は独裁国家となっているが、言い換えれば「そうしないと国が回らない」状態で、普段は書類に埋もれる生活をしている。ときおり、転移者や転生者が独裁者の噂を聞いて殴り込んでくるが、ドミノ国民よりは学があるため、説得して雇っている。
ステンド・アルカナ
アルカナ王国王女。四大貴族に切り札と呼ばれる転生者が現れたことから、王家の影響力を守るためもあって右京と結婚する。イラストなどではレディススーツのようなドレスを着ている。
マジャン・トオン
スナエの兄でマジャン王国の王子。希少魔法「影降ろし」の使い手で自らの分身を作り出して戦う剣士。神降ろしを使えないため母国の王位継承権は持たない。サンスイと戦って敗れるがその強さを認めて弟子入りする。心身ともにイケメンだが、多くの女性に頼られ続けることには疲れることもあり、特にツガーの様な自信がなく何をどうやっても不安がなくならない女性は苦手。良くも悪くも自信満々なドゥーウェと婚約・結婚する。
銀鬼拳・ラン
10種もの希少魔法と、それを応用した武術を伝える「テンペラの里」出身の少女。里でも極めて稀な「悪血」持ちで、凶憑き・狂戦士とも呼ばれる。
魔法を発動すると、髪が銀色に変わり速度と膂力が向上。傷ついてもその場で回復する再生力と他者の動きを完全に見切り、初見の動きでも修得してしまう能力をもつが、精神が高揚して戦うことを止められなくなる。
里の暴れ者で、上位者にも手に負えず放逐された。アルカナ王国最強と言われたサンスイに挑むが、能力頼りの戦い方には工夫も何もなく、徹底的に叩きのめされた末に「つまらない」と言われて敗北する。そのことから考えを改め、悪血の戦闘衝動を適度に抑えて戦う方法を編み出し「銀鬼拳」と名付けた。
酒曲拳・カズノ、霧影拳・コノコ、爆毒拳・スジ、四器拳・ヤビア
ランと同じテンペラの里出身の少女たち。それぞれの流儀の分家筋な上、実力も今一つだったため、立場が低かった。ランの強さに心服し、一緒に里を飛び出してきた。
酒曲拳は肉眼では視認できない力場を作り出し、三半規管を始めとした感覚を狂わせる。
霧影拳は「幻血」と呼ばれる能力で相手を幻惑しつつ隙を突く。
爆毒拳は「侵血」と呼ばれる能力。四肢より浸透させた力を任意に炸裂させることが出来る。
四器拳は手足を硬化して攻防に両用できる武器と化す能力。達人ともなるとスイボクが持つエッケザックスを破損させるほど。

## 魔法
異世界における特異技能。使える者は基本的には火・水・風・土の四属性いずれかが主で、それ以外の魔法は「希少魔法」と呼ばれる。
希少魔法
四属性に含まれない魔法。必要性が高い「法術（癒しと守り）」や「呪術（制約）」以外は、使い手が滅多に現れないこともあって広まっておらず、使い手や識者によって呼び名も異なる場合が多い。四属性や法術の適性が無いとそれで魔法は諦めてしまう者が多く、アルカナ学園では希少魔法の使い手を集めて基本的な能力や鍛錬法などのデータを残すことを進めている。
「神降ろし（獣化）」のように一国の王位継承権に関わるものや、暴れだすと死ぬまで止まらない「凶憑き（狂戦士）」、不老の存在となる「仙術」は伝説として伝えられている。
仙術
希少魔法のひとつで、天地のエネルギーを取り込むことで若さを保ち不老となり、身体は溺れることも燃えることもない。強力な術なら天変地異を起こすこともできる。だが、基礎である「集気法」だけでも意識せずに行えるようになるまで100年単位の時間を要するなど、一般人から見て実用性は低い。修行が進むと元の年齢から更に若返り、最終的には天地と一体となる「解脱」を行って個としての存在は消滅する。スイボクは多彩な術を使うが、特殊な例であり、通常は個々に専門と言える術を中心に学び研鑽する。修行者のみでならともかく、俗人とも関わる場合食欲や性欲といったものが失われるため認識に齟齬が生じやすい。そのため「金丹の術（術が使えない場合、同名の秘薬）」を用いて一時的に成人サイズになることで回復できる。
気功剣、発勁
「無属性魔法」呼ばれるもの。スイボクやサンスイが使っていたため、仙術の一種と思われていたが、アルカナ学園でスイボクが行った講義で明らかとされた。武術との相性が良いためランやサンスイの弟子たちにも修得している者がいる。

## 八種神宝
サンスイたちを転生させた神が「人類を守るため」に造り出した八つの宝具。宝具自体が意志を持ち、人の姿に変化することも出来る。その能力は強大なため制限が掛かっているが、人類の危機に際しては制限が解除される。破壊することも不可能ではないが、尋常ではない力が必要な上、破壊されたとしても神の許に戻るだけで再び再生する。
過去にスイボクがエッケザックスを所有していた。その他の神宝も力試しにとスイボクに破壊されたことがあり、エッケザックスとエリクサー以外はスイボクを嫌っている。
神剣エッケザックス
使い手の力を増幅する剣。シンプルな分、使い手の力量がそのまま力となる。サイガを含めて多くの使い手を得ているが、中でもスイボクは文句なしに最強だったのでスイボクのことを語りはじめると非常に饒舌になる。
災鎧パンドラ
一対一なら確実に相手を殺す鎧。ただし、纏うには破滅願望と言えるほどネガティヴな思考の持ち主でなければならないという適合率が存在し、それが低いと100人までしか殺せず、使い手の命を蝕む。逆にシュンの様に完全適合した人物だと、パンドラを纏っていなくても一般的な魔法は無効化される。
天槍ヴァジュラ
天候を操る槍。制限の掛かった状態では雨雲を作るために海や河川・湖など水源地に赴き、そこから雲を引っ張ってこなければならない。
妖刀ダインスレイフ
復讐を果たす刀。斬った相手の血族を探し出す能力を持つ。
聖杯エリクサー
使い手の生命力を高め、傷を癒す盃。パンドラとは逆でポジティヴな思考の持ち主でなければ所有者とは認められない。およそ他者に悪感情を持たず前向きなため、神宝のリーダー的立場となっている。
宝鏡ウンガイキョウ
写した物品を能力・効能も含めて複製する鏡。毒舌家。かつてスイボクに所有されていた国ごと海に沈められたことがある。
恵蔵ダヌア
その人が食べたことのある食べ物を再現出来る。激すると「あがいたんでぃ！」という方言で叫ぶ癖がある。道具でありながら所有者を決めずにノアと共にあちこち回っている。
箱舟ノア
強力な障壁を持つシェルターとしての機能を持つ船。アルカナとドミノの手打ちの祝砲としてキョウゾウが撃った魔法に当たって落ちてきたが、エリクサーの要請でドミノに協力する。ダヌアと共々スイボクに100年ほど追い回されて破壊されたことがある。

## 書誌情報

### 小説
| タイトル                        | 発行日（発売日）          | ISBN              |
| ------------------------------- | ------------------------- | ----------------- |
| 地味な剣聖はそれでも最強です    | 2018年5月25日（同日発売） | 978-4-391-15147-3 |
| 地味な剣聖はそれでも最強です 2  | 2018年9月28日（同日発売） | 978-4-391-15148-0 |
| 地味な剣聖はそれでも最強です 3  | 2019年3月29日（同日発売） | 978-4-391-15285-2 |
| 地味な剣聖はそれでも最強です 4  | 2019年8月30日（同日発売） | 978-4-391-15346-0 |
| 地味な剣聖はそれでも最強です 5  | 2020年5月29日（同日発売） | 978-4-391-15345-3 |
| 地味な剣聖はそれでも最強です 6  | 2020年8月28日（同日発売） | 978-4-391-15462-7 |
| 地味な剣聖はそれでも最強です 7  | 2021年3月5日（同日発売）  | 978-4-391-15579-2 |
| 地味な剣聖はそれでも最強です 8  | 2021年10月1日（同日発売） | 978-4-391-15680-5 |
| 地味な剣聖はそれでも最強です 9  | 2022年5月6日（同日発売）  | 978-4-391-15730-7 |
| 地味な剣聖はそれでも最強です 10 | （2025年3月7日）          | 978-4-391-16455-8 |

### 漫画
- 明石六郎（原作）・あっぺ（作画）・シソ（キャラクター原案） 『地味な剣聖はそれでも最強です』主婦と生活社〈PASH!コミックス〉、既刊9巻（2025年3月7日現在）
  1. 2019年3月29日発行（同日発売[13]）、ISBN 978-4-391-15286-9
  2. 2019年6月28日発行（同日発売[14]）、ISBN 978-4-391-15347-7
  3. 2020年1月31日発行（同日発売[15]）、ISBN 978-4-391-15416-0
  4. 2020年8月28日発行（同日発売[16]）、ISBN 978-4-391-15503-7
  5. 2021年3月5日発行（同日発売[17]）、ISBN 978-4-391-15580-8
  6. 2021年10月1日発行（同日発売[18]）、ISBN 978-4-391-15681-2
  7. 2022年5月6日発行（同日発売[1]）、ISBN 978-4-391-15731-4
  8. 2022年10月7日発売[19]、ISBN 978-4-391-15858-8
  9. 2025年3月7日発売[20]、ISBN 978-4-391-16454-1